# Michael Zach
Michael Zach (* 21. April 1986 in Salzburg) ist ein ehemaliger österreichischer Skirennläufer. Er war bis Ende des Jahres 2010 aktiv und erreichte zwei Podestplätze im Europacup, blieb im Weltcup jedoch ohne Punkte.

## Karriere
Michael Zach besuchte die Skihauptschule in Bad Gastein und die Skihotelfachschule in Bad Hofgastein. Erste nationale und internationale Erfolge erzielte er 1999 mit drei österreichischen Schülermeistertiteln und dem Sieg im Riesenslalom des Trofeo Topolino. 2001 gewann er in seiner Altersklasse den Super-G des Whistler Cups. Nach Erreichen des Alterslimits nahm Zach ab dem Winter 2001/2002 an FIS-Rennen und nationalen (Junioren-)Meisterschaften teil. 2003 gewann er die Goldmedaille im Super-G beim European Youth Olympic Festival in Bled. Bei den Juniorenweltmeisterschaften 2005 und 2006 wurde er jeweils Vierter im Riesenslalom. Bei den Österreichischen Jugendmeisterschaften 2006 erreichte er in seiner Altersklasse Jugend II den Sieg im Riesenslalom und Podestplätze in allen anderen Disziplinen. In der Allgemeinen Klasse gewann er im selben Jahr mit Platz zwei im Riesenslalom seine einzige Medaille.
Nach seiner Aufnahme in den B-Kader des Österreichischen Skiverbandes kam Zach ab Jänner 2006 regelmäßig im Europacup zum Einsatz. Den ersten Podestplatz und zugleich das erste Top-10-Ergebnis im Europacup erzielte er mit Platz zwei im Riesenslalom von Levi am 29. November 2006. Nach weiteren Top-10-Ergebnissen stand er am 4. Dezember 2007 als Zweiter des Riesenslaloms von Geilo ein zweites Mal auf dem Siegerpodest eines Europacuprennens. In den nächsten drei Jahren erreichte er noch insgesamt neun Top-10-Platzierungen in den Disziplinen Riesenslalom, Abfahrt und Super-Kombination, der Sprung unter die besten drei gelang ihm jedoch nicht mehr.
Im Weltcup debütierte Zach am 3. März 2007 im Riesenslalom von Kranjska Gora, wo er aber im ersten Durchgang ausschied. Danach kam er, mittlerweile dem A-Kader angehörend, erst im Winter 2009/2010 zu weiteren Weltcupeinsätzen. Dabei erzielte er nur mit Platz 40 im Super-G von Kvitfjell ein zählbares Ergebnis, während er sich bei seinen Riesenslalomstarts nicht für den zweiten Durchgang qualifizieren konnte. Einmal wäre ihm die Qualifikation für den Finallauf der besten 30 allerdings klar geglückt: Im ersten Durchgang des Riesenslaloms von Adelboden am 9. Jänner 2010 fuhr Zach mit Startnummer 47 auf die 14. Position, doch dieses Rennen wurde wegen dichten Nebels nach 58 Startern im ersten Lauf abgebrochen. Nach dem Winter 2009/2010 wurde Zach aus dem Kader des ÖSV entlassen. Zu Beginn der nächsten Saison 2010/2011 nahm er noch an zwei Nor-Am-Rennen und einem Weltcuprennen in den USA teil, blieb dabei aber ohne Ergebnis. Danach beendete er seine Karriere.

## Erfolge

### Juniorenweltmeisterschaften
- Bardonecchia 2005: 4. Riesenslalom, 15. Slalom, 26. Super-G
- Québec 2006: 4. Riesenslalom, 14. Abfahrt

### Europacup
- 2 Podestplätze und weitere 12 Top-10-Ergebnisse

### Weitere Erfolge
- Goldmedaille im Super-G beim European Youth Olympic Festival 2003
- Österreichischer Jugendmeister (Jugend II) im Riesenslalom 2006
- 2 Siege in FIS-Rennen